# Candelariodon barberenai
Candelariodon barberenai (лат.) — вид цинодонтов из клады эуцинодонтов (Eucynodontia), живших во времена триасового периода (ладинский век) на территории Бразилии. Типовой и единственный вид в роде Candelariodon.
Голотип MMACR PV-0001-T, состоящий из нижней челюсти, был найден в формации Santa Maria, находящийся в местности Becker outcrop, Pinheiro штата Риу-Гранди-ду-Сул (Бразилия). Вид назван и описан в 2011 году Téo Veiga de Oliveira в соавторстве с Cesar Leandro Schultz, Marina Bento Soares и Carlos Nunes Rodrigues.